# Alexandre Mountbatten
Alexander Albert Mountbatten (23 novembre 1886 au château de Windsor et mort le 23 février 1960 au palais de Kensington), 1er marquis de Carisbrooke, nommé aussi prince britannique.

## Biographie
Fils du prince Henri de Battenberg et de la princesse Béatrice du Royaume-Uni, dernière fille de la reine Victoria, il est créé marquis de Carisbrooke pour entrer dans la Chambre des lords en 1917.
Il épouse Irene Denison, fille du comte de Londesborough, dont naît son seul enfant, Iris Mountbatten.

## Distinctions honorifiques

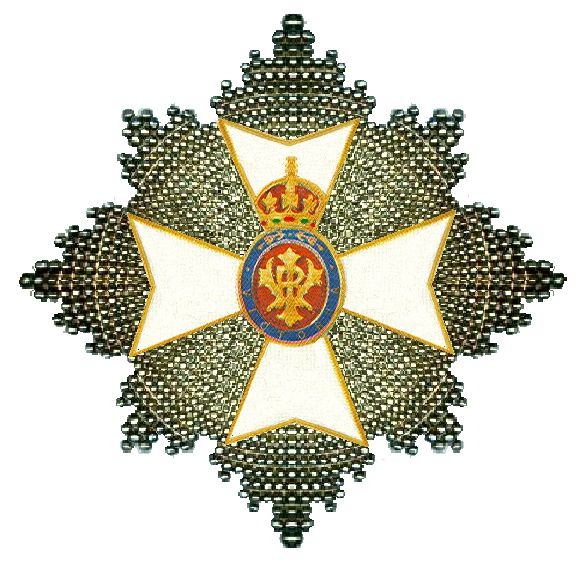
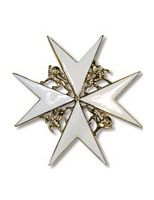